# Juvenàlia
Juvenàlia o Jocs Juvenals (en llatí Ludi Juvenales, en grec Ἱουβενάλια ὥσπερ τινὰ νεανισκεύματα) van ser un jocs escènics instituïts per Neró l'any 59 en commemoració d'haver-se afaitat per primer cop quan tenia 22 anys, cosa que simbolitzava el seu pas de l'adolescència a la joventut.
Els jocs no es van celebrar en un circ sinó en un teatre privat concebut com una mena de parc d'atraccions (nemus). Consistien en representacions teatrals d'obres romanes i gregues, mims i obres similars. S'esperava que els més distingits personatges de l'estat hi prenguessin part. El mateix emperador donava exemple apareixent en persona en alguna obra. Dió Cassi parla d'una matrona romana de 80 anys que va ballar en la celebració. Aquest festival és diferent de la Quinquenàlia, instituït l'any següent (60).
La Juvenàlia es va continuar celebrant pels següents emperadors però la data va passar a l'1 de gener, i tots els jocs que se celebraven aquest dia van ser coneguts com a Juvenàlia. Les representacions en teatre van desaparèixer i es van celebrar curses de carros i combats amb feres salvatges.